# Drużynowe Mistrzostwa Świata na Żużlu 1969
Drużynowe Mistrzostwa Świata na Żużlu 1969 – 10. edycja drużynowych mistrzostw świata na żużlu. Zawody finałowe odbyły się 21 września 1969 roku w Rybniku.
Tytułu mistrzowskiego, wywalczonego w 1968 roku w Londynie, broniła reprezentacja Wielkiej Brytanii.

## Eliminacje

### Runda kontynentalna

#### Półfinał
- 15 czerwca 1969 r. (niedziela),  Maribor
- Awans do finału kontynentalnego: 1 – NRD

| Miejsce | Kraje      | Suma | Zawodnicy                                                                         | Pkt.       | Pkt bieg. |
| ------- | ---------- | ---- | --------------------------------------------------------------------------------- | ---------- | --------- |
| 1       | NRD        | 41   | Gerhard Uhlenbrock Jochen Dinse Hans-Jürgen Fritz Peter Liebing brak zawodnika    | 12 10 9 -  | b.d       |
| 2       | RFN        | 23   | Manfred Poschenrieder Rudolf Kastl Dieter Dauderer Rainer Jüngling brak zawodnika | 10 7 4 2 - | b.d       |
| 3       | Węgry      | 16   | Ferenc Radácsi János Szőke Sándor Csató István Regőczi brak zawodnika             | 6 5 4 1 -  | b.d       |
| 4       | Jugosławia | 15   | Drago Perko Milovan Stanković Jože Visočnik Milija Stojković brak zawodnika       | 8 4 2 1 -  | b.d       |

#### Finał
- 3 sierpnia 1969 r. (niedziela),  Leningrad
- Awans do Finału Światowego: 2 – Związek Radziecki i Polska

| Miejsce | Kraje             | Suma | Zawodnicy                                                                                   | Pkt.          | Pkt bieg. |
| ------- | ----------------- | ---- | ------------------------------------------------------------------------------------------- | ------------- | --------- |
| 1       | Związek Radziecki | 41   | Walerij Klemientjew Giennadij Kurilenko Władimir Smirnow Jurij Dubinin rez. Wiktor Trofimow | 12 11 10 8 ns | b.d       |
| 2       | Polska            | 35   | Edward Jancarz Andrzej Wyglenda Zbigniew Podlecki Antoni Woryna Henryk Glücklich            | 10 10 9 4 2   | b.d       |
| 3       | NRD               | 10   | Jochen Dinse Hans-Jürgen Fritz Peter Liebing Gerhard Uhlenbrock rez. Dieter Tetzlaff        | 3 3 2 ns      | b.d       |
| 4       | Czechosłowacja    | 9    | Miloslav Verner Jan Holub Karel Průša František Ledecký Jiří Štancl                         | 5 2 0 ns      | b.d       |

### Runda skandynawska
- nieznany termin i nieznane miejsce
- Awans do Finału Światowego: 1 – Szwecja

| Miejsce | Kraje   | Suma | Zawodnicy | Pkt. | Pkt bieg. |
| ------- | ------- | ---- | --------- | ---- | --------- |
| 1       | Szwecja | b.d  | b.d       | b.d  | b.d       |
| 2       | b.d     | b.d  | b.d       | b.d  | b.d       |
| 3       | b.d     | b.d  | b.d       | b.d  | b.d       |
| 4       | b.d     | b.d  | b.d       | b.d  | b.d       |

### Runda brytyjska
Wielka Brytania automatycznie w finale.

## Finał Światowy
- 21 września 1969 r. (niedziela),  Rybnik

| Miejsce | Kraje             | Suma | Zawodnicy | Pkt.        | Pkt bieg.                                         |
| ------- | ----------------- | ---- | --- | ----------- | ------------------------------------------------- |
| 1       | Polska            | 31   | (9) Andrzej Wyglenda (10) Edward Jancarz (11) Stanisław Tkocz (12) Henryk Glücklich rez. Andrzej Pogorzelski | 11 11 4 3 2 | (2,3,3,3) (3,2,3,3) (1,3,0,u) (d,-,-,3) (2,0)     |
| 2       | Wielka Brytania   | 27   | (1) Barry Briggs (2) Ivan Mauger (3) Nigel Boocock (4) Ronnie Moore rez. Martin Ashby                        | 8 9 5 ns 5  | (2,0,3,3) (3,1,3,2) (2,2,0,1) (-,-,-,-) (0,1,2,2) |
| 3       | Związek Radziecki | 23   | (5) Walerij Klemientjew (6) Giennadij Kurilenko (7) Jurij Dubinin (8) Władimir Smirnow rez. Wiktor Trofimow  | 5 8 1 9 ns  | (1,3,1,w) (3,2,2,1) (u,1,0,0) (2,3,2,2) ns        |
| 4       | Szwecja           | 12   | (13) Ove Fundin (14) Bengt Jansson (15) Anders Michanek (16) Sören Sjösten Torbjörn Harrysson                | 2 1 7 2 ns  | (1,0,1,0) (0,0,1,0) (3,1,2,1) (1,0,1,0) ns        |

## Tabela końcowa
| Miejsce | Kraj              |
| 1       | Polska            |
| 2       | Wielka Brytania   |
| 3       | Związek Radziecki |
| 4       | Szwecja           |
| ...     |                   |